# Spin (revista)
Spin es una revista de música fundada en 1985 por Bob Guccione, Jr., es la competencia principal de la Rolling Stone. Madonna fue la artista en la portada de la primera edición.
En sus primeros años, la revista se destacó por su amplia cobertura musical, que hacía énfasis en el "rock colegial" y en la aparición del hip-hop. La revista era ecléctica y audaz, y a veces caótica. Fue deliberadamente una alternativa nacional al estilo más "canónico" de la Rolling Stone', que en aquel momento le prestaba menos atención a la música. Spin prominentemente se centró en artistas nuevos, tales como R.E.M., Prince, Run DMC, The Eurythmics, The Beastie Boys y Talking Heads, en sus portadas, y realizó largos artículos sobre figuras establecidas como Bob Dylan, Keith Richards, Miles Davis, Aerosmith, Lou Reed, Tom Waits y John Lee Hooker.
Poner artistas blancos y negros juntos en la portada fue considerado arriesgado, ya que esto dañaba potencialmente las ventas convergentes. Además, la revista se dedicó a la investigación de la crisis del sida en un tiempo en el que incluso las publicaciones gay estaban perdiendo anunciantes debido a sus portadas sobre la enfermedad. A nivel cultural, la revista dedicó un gran número de sus portadas al hardcore punk, country y country alternativo, reggae, jazz y una variedad de estilos adicionales. Artistas como The Ramones, Patti Smith, Blondie, X, Black Flag y los antiguos miembros de The Sex Pistols, The Clash y del primer movimiento punk/new wave fueron pioneros culturales en Spin. Estos fueron revisados, caracterizados y mencionados constantemente en una época en que apenas había se conocía sobre la existencia de Rolling Stone y otras publicaciones.
Esta revista también ayudó a promocionar a algunos grupos, como Panic At The Disco, entre otros.
La última edición impresa de Spin fue publicada en septiembre de 2012. Sin embargo, en 2024, decidieron volver a los kioskos con una edición en papel.